# きょうも元気でわくわくラジオ
『きょうも元気でわくわくラジオ』（きょうもげんきでわくわくラジオ）は、NHKラジオ第1放送で、2003年4月1日から2008年3月19日まで放送されたラジオ番組である。
2008年3月に、ラジオ第1放送の番組の改編にともない、『ラジオビタミン』に衣替えする形で終了した。

## 概要
ラジオいきいき倶楽部に代わる番組として放送開始。ラジオいきいき倶楽部のパーソナリティーが引き続き担当する他、隔週交代方式や私の本棚などの長寿コーナーも継続されている。製作局は東京。2004年2月まで原則最終月曜日からの1週間を大阪放送局製作としていたが、廃止された。
レギュラーコーナー、音楽、リスナーから寄せられたお便りの紹介によって構成される。伝統コーナーとして、リレーニュースとゲストインタビュー、朗読『私の本棚』が挙げられる。リスナーからのお便りでは毎週テーマを設け、前週最後の放送（ほとんど金曜日）でテーマを発表する。時には投稿者へ電話することもある。また、ゲストへのメッセージをお便り紹介コーナーでも行うなどお便り紹介は重要な位置を占めた。
テーマ曲は、アコーディオニストのcobaによる「時の扉」。ニュースの後やローカルニュース前に流れるが、9時台前半のみイントロから流れる。

### 放送時間
放送時間帯は月曜日から金曜日（除祝祭日）の8:35 - 11:30（2005年度までは - 11:50）。一時期は土曜日にも放送されていたが、2007年度から『どよう楽市』にリニューアルされた。
高校野球開催時は放送休止か時間短縮となり、雨天中止の場合は過去の放送を「アンコール放送」として放送する。
夏期は9時台から11時台まで『夏休み子ども科学電話相談』として日曜日と高校野球開催期間中を除いて放送する。国会中継がある日は短縮し、8時台は放送される。祝日特集と『子ども科学電話相談』は9時台から放送する為に8時台の「リレーニュース」と「お便り紹介」は放送した。祝日特集では8時台担当アナウンサーが異なることがある。
ラジオ第1は毎年1月17日と9月1日に防災特集を放送するが、『わくわくラジオ』は休止・時間短縮となる。

## 司会
司会は、『いきいき倶楽部』を2001年度から担当した村上信夫アナウンサーと、2002年度から担当した山田敦子アナウンサー。2007年4月より山田に代わり滝島雅子アナウンサーが担当した。大阪担当週は濱中博久アナウンサーが担当した。最終週は村上担当で、滝島の担当は3月14日で終了した。
村上担当の週は、エンディングに「今日も一日皆さんにとっていっぱい、わくわくする事がありますように。」と言って終了。2007年度より、金曜日の番組終了直前に、次週担当のアナウンサーが次週予告で登場する形をとった。
平日
- 村上信夫（ラジオセンター、2003年4月 - 2008年3月）
- 滝島雅子（日本語センター出向中、2007年4月 - 2008年3月）
- 山田敦子（ラジオセンター、2003年4月 - 2007年3月）

土曜日
- 鎌田正幸（ラジオセンター）

## 時間割
- 毎正時から5分程度と、毎時30分から2分程度全国向けのニュース。毎時55分からローカル放送でニュース・天気予報・交通情報など。毎時28分は「ところによって」交通情報。また8:55までのパート（日曜除く）はNHKワールド・ラジオ日本にも放送される。
- 8時台はすぐにリレーニュースを始めるので、アナウンサーのフリートークはそれ以降。アナウンサーはリレーニュースの関東甲信越の話題やローカルニュースなども担当する。
- 2006年度から「こんにちは!80ちゃんです」（後の「ここはふるさと 旅するラジオ」）放送のため、11時半までの放送になった。
- 8:35頃 - 8:55：さわやか列島リレー（タイトルなしで放送）[注釈 1]、お便り紹介（ラジオはともだち）
- 9:05頃 - 9:30：オープニング、中継予告（11時台前半とここはふるさと 旅するラジオ）、にっぽんあっちこっち（各地の情報）、耳より生活情報
- 9:33頃 - 9:55：今夜のおかず、ラジオはともだち（リスナーからのお便り）、中継
- 10:05頃 - 10:55ときめきインタビュー（木曜まで）、ときめきカルチャー（金曜・特定の分野に関する専門家を呼び解説する）
- 11:05頃 - 11:30：私の本棚（朗読コーナー）、お便り紹介など（交通情報は11:23ころ）

11時台前半の過去の企画
2003年から2005年度まで11時台前半に中継（木曜まで）、あなたの街を歩いてみれば（金曜・フリーライターらによる旅行記）、私の音楽ファイル（音楽評論家の紹介文を添えて）を放送していた。

## 土曜日
鎌田正幸が進行役となり、8時台はリレーニュース、9時台と10時台は「こども夢質問箱」（2002年4月 - 2004年3月）とそれを進展させた「きらり10代!」（2004年4月 - 2006年3月）、11時台は「文芸選評」を放送。2006年4月からは9時台は「ラジオ深夜便」のアンコール放送、10時台「文芸選評」、11時台は「民謡をたずねて」「80ちゃん」と別番組に。2007年4月から8時台から10時台は新番組「どよう楽市」としてわくわくラジオから分離。11時台は「文芸選評」が放送され、鎌田及び坪郷佳英子が引き続き担当する。

## 特記
- 耳寄り生活情報とときめきカルチャーのゲスト出演者は担当アナウンサーの週によって異なる。
  - 耳寄り生活情報には2007年度に児玉清（本担当）が登場（村上担当週）。
  - ときめきカルチャーには「宮川彬良（作曲家）の音楽ドレミ塾」などサブタイトルがつく。錦織健や秋山ちえ子、茂山逸平などが出演。ここで出演していた人物が脱税を指摘され逮捕に至ったことがあり、降板となった。
  - 評論家の秋山ちえ子はTBSで持っていたレギュラー番組終了後の2005年12月にゲストで登場。2006年度からときめきカルチャーのゲスト（村上担当週）に起用され、11時台にも引き続き出演した。また、「-談話室」終了後のある回で、「かわいそうなぞう」を秋山が朗読する放送があった。
- 夏休み期間中は9:05頃 - 11:30まで「夏休み子ども科学電話相談」を放送（高校野球中継による休止あり）。平日『わくわくラジオ』と土曜『文芸選評』パーソナリティーが司会を担当する。
- 祝日特集として年数回「鎌田實 いのちの対話」と題し、各地を巡回して公開生放送を行っている。ここでは村上が出演する。
- 年末の12月29日から31日は「ラジオ年末スペシャル」として午後の「ラジオほっとタイム」と同様、師走の風景や全国帰省交通情報、リクエスト音楽などを交えた特別番組を組んでいる（放送時間は同じ）。なお、この年末スペシャルは、土日であっても平日ベース（殆どが村上が担当）で番組進行した。
- 山田はラジオ第1の国政選挙開票番組を担当していたため、翌日のわくわくラジオが山田担当週の場合、月曜のみ村上アナが担当した。

## 関連番組
- ひるのいこい - 『わくわくラジオ』のあと、正午のニュースを挟んで『ひるのいこい』のアナウンサーも担当していたので、12:30まで放送していたことになる。